# Tillandsia matudae
Tillandsia matudae es una especie de planta epífita dentro del género  Tillandsia, perteneciente a la  familia de las bromeliáceas. Es originaria de  Oaxaca, Chiapas y Guatemala.

## Descripción
Son plantas epífitas que alcanzan un tamaño de hasta 14 cm en flor, acaules. Hojas de 12-17 cm; vainas 1-1.3 cm de ancho, pajizas proximalmente, densamente patente cinéreo pelosas distalmente; láminas 0.4-0.6 cm de ancho, lisas, densamente patente cinéreo lepidotas, angostamente triangulares, atenuadas, involuto-filiformes distalmente. Escapo hasta 2.5 cm; brácteas más largas que el escapo y la inflorescencia, foliáceas. Inflorescencia densamente digitado compuesta, con 5-7 espigas, raramente simple, decurvada; brácteas primarias subfoliáceas, las láminas reducidas, más cortas que las espigas; espigas 2-4 cm, con 2-4 flores. Brácteas florales de 3.5 cm, más largas que los sépalos, imbricadas, erectas, ecarinadas, nervadas, esparcida a moderadamente subpatente cinéreo lepidotas, cartáceas. Flores dísticas, sésiles o subsésiles; sépalos de 3 cm, nervados, membranáceos a subcartáceos, glabros, los 2 posteriores carinados, libres a brevemente connatos, libres del sépalo anterior ecarinado. Los frutos son cápsulas de 3.5 cm.

## Taxonomía
Tillandsia matudae fue descrita por Lyman Bradford Smith y publicado en Contributions from the United States National Herbarium 29: 278–279, f. 3. 1949.
Etimología
Tillandsia: nombre genérico que fue nombrado por Carlos Linneo en 1738 en honor al médico y botánico finlandés Dr. Elias Tillandz (originalmente Tillander) (1640-1693).
matudae: epíteto
Sinonimia
- Tillandsia feldhoffii Ehlers
- Tillandsia velickiana L.B.Sm.[4][5]